# Landkreis Landau in der Pfalz
Der Landkreis Landau in der Pfalz, hervorgegangen aus dem 1818 gebildeten bayerischen Landkommissariat Landau, war ein Landkreis in Rheinland-Pfalz. Sitz der Kreisverwaltung war die namensgebende Stadt Landau in der Pfalz, die dem Landkreis aber nicht angehörte.

## Geographie
Der Landkreis bestand im Wesentlichen aus dem heutigen Verbandsgemeinden Maikammer, Edenkoben, Offenbach an der Queich, Herxheim und Landau-Land. Er grenzte Anfang 1969 im Uhrzeigersinn im Nordwesten beginnend an den Landkreis Neustadt an der Weinstraße, an die kreisfreie Stadt Neustadt an der Weinstraße sowie an die Landkreise Speyer, Germersheim und Bergzabern. Die kreisfreie Stadt Landau in der Pfalz wurde vom Landkreis umschlossen.

## Geschichte
1818 wurde nach den Gebietsveränderungen des Wiener Kongresses im Königreich Bayern das Landkommissariat Landau gebildet, aus dem 1862 das Bezirksamt Landau in der Pfalz hervorging.
Am 1. Januar 1910 schied die Stadt Landau in der Pfalz aus dem Bezirksamt aus und wurde zur kreisunmittelbaren Stadt.
1939 wurde das Bezirksamt wie alle bayerischen Bezirksämter in Landkreis umbenannt. Am 1. April 1940 wurde die Stadt Landau in der Pfalz wieder in den Landkreis eingegliedert. Nach dem Zweiten Weltkrieg wurde der Landkreis Teil der französischen Besatzungszone. Die Errichtung des Landes Rheinland-Pfalz wurde am 30. August 1946 als letztes Land in den westlichen Besatzungszonen durch die Verordnung Nr. 57 der französischen Militärregierung unter General Marie-Pierre Kœnig angeordnet. Es wurde zunächst als „rhein-pfälzisches Land“ bzw. als „Land Rheinpfalz“ bezeichnet; der Name Rheinland-Pfalz wurde erst mit der Verfassung vom 18. Mai 1947 festgelegt.
Die Stadt Landau an der Pfalz erhielt zum 23. März 1949 ihre Kreisfreiheit zurück. 
Mit Ausnahme von Diedesfeld, das nach Neustadt an der Weinstraße eingemeindet wurde, wurde der Landkreis am 7. Juni 1969 im Zuge der rheinland-pfälzischen Verwaltungsreform mit dem größten Teil des Landkreises Bergzabern zum Landkreis Landau-Bad Bergzabern zusammengelegt.

Von den Gemeinden des Altkreises Landau wurden Arzheim, Dammheim, Godramstein, Mörzheim, Nußdorf und Wollmesheim am 22. April 1972 in die Stadt Landau in der Pfalz eingemeindet. Der Landkreis Landau-Bad Bergzabern wurde 1978 in Landkreis Südliche Weinstraße umbenannt.

## Einwohnerentwicklung
| Jahr | Einwohner | Quelle |
| ---- | --------- | ------ |
| 1864 | 59.726    | [ 5 ]  |
| 1885 | 61.439    | [ 6 ]  |
| 1900 | 69.899    | [ 7 ]  |
| 1910 | 54.024    | [ 7 ]  |
| 1925 | 55.633    | [ 7 ]  |
| 1939 | 53.058    | [ 7 ]  |
| 1950 | 59.844    | [ 7 ]  |
| 1960 | 60.000    | [ 7 ]  |
| 1968 | 61.552    |        |

## Bezirksamtmänner (bis 1938) und Landräte (ab 1939)
- Ludwig Stempel, von 1900 bis 1924
- Oskar Clemens, von 1924 bis 1933
- Wilhelm Wüst, von 1933 bis 1944
- Richard Forthuber, von 1945 bis 1949
- Friedrich Graß, von 1950 bis 1967
- Paul Schädler, von 1967 bis 1969

## Gemeinden
Zum Zeitpunkt seiner Auflösung gehörten dem Landkreis eine Stadt und 45 weitere Gemeinden an:
| - Altdorf (Pfalz) - Arzheim - Birkweiler - Böbingen - Böchingen - Bornheim - Burrweiler - Dammheim - Diedesfeld - Edenkoben, Stadt - Edesheim - Eschbach | - Essingen - Flemlingen - Frankweiler - Freimersheim - Gleisweiler - Godramstein - Göcklingen - Gommersheim - Großfischlingen - Hainfeld - Herxheim - Herxheimweyher | - Ilbesheim bei Landau in der Pfalz - Impflingen - Insheim - Kirrweiler - Kleinfischlingen - Knöringen - Leinsweiler - Maikammer - Mörzheim - Niederhochstadt - Nußdorf - Oberhochstadt | - Offenbach an der Queich - Ranschbach - Rhodt unter Rietburg - Roschbach - Sankt Martin - Siebeldingen - Venningen - Walsheim - Weyher in der Pfalz - Wollmesheim |

Die Gemeinden Mörlheim und Queichheim schieden am 1. April 1937 aus dem damaligen Bezirksamt aus und wurden in die Stadt Landau in der Pfalz eingemeindet.

## Kfz-Kennzeichen
Am 1. Juli 1956 wurde dem Landkreis bei der Einführung der bis heute gültigen Kfz-Kennzeichen das Unterscheidungszeichen LD zugewiesen. Es wird in der kreisfreien Stadt Landau in der Pfalz durchgängig bis heute ausgegeben.